# Itame chinensis
Itame chinensis là một loài bướm đêm trong họ Geometridae.